# Pieter Emmanuel de Lausnay
Pieter Emmanuel de Lausnay (Opwijk, 5 november 1754 – aldaar, 17 mei 1807) was een Zuid-Nederlandse advocaat. Vanaf 1781 was hij advocaat bij de Raad van Brabant te Brussel en speelde als medestander van Jan Frans Vonck en Jan Baptist Verlooy een rol bij de Brabantse Omwenteling en de Boerenkrijg.

## Leven
De Lausnay werd geboren als zoon van Pieter Jan de Lausnay, erfmeier van Opwijk en Theresia Bauwens, dochter van advocaat Lieven Bauwens. Zijn broer Pieter Jan de Lausnay was de laatste meier van Opwijk.
Hij werd in 1774 bekroond door de Keizerlijke en Koninklijke Academie voor Wetenschappen en Schone Letteren te Brussel voor een thesis over het vruchtbaar maken van landbouwgrond.  Hij werd ingeschreven aan de Universiteit van Leuven in 1775 en studeerde rechten. Hij werd vervolgens advocaat bij de Raad van Brabant te Brussel en werd aan de balie toegelaten op 31 mei 1781. Hij had vrij veel religieuzen en edellieden als cliënten. Hij werd ook aangesteld in gerechtelijke ambten, b.v. door de magistraat van Brussel op 25 juli 1794 als curator over de goederen van de prelaat (abt) van de Abdij van 't Park (akte 12 augustus 1794).
Volgens een akte van 16 mei 1795 huurde hij van de abdij van 't Park een huis "op de oude cancellerye" naast de refuge van die abdij, voor f 450 per jaar. Hij stierf ongehuwd op 17 mei 1807

## Brabantse Omwenteling
Vanaf einde 1787-begin 1788 kwam de Lausnay regelmatig in contact met zijn confraters Jan Frans Vonck, Jan Baptist Verlooy, Martinus J.F. De Brouwer en Willem Willems, meestal bij Vonck thuis. Er is weinig twijfel aan dat zij in het Nederlands vergaderden. In het voorjaar van 1789 werd hij lid van Verlooy's geheim genootschap Pro aris et focis (vrij vertaald "voor outer en heerd"), waarin een opstand tegen keizer Jozef II werd voorbereid. In het najaar 1789 werd hij lid van het "Comité van Brussel" van de democraten met Torfs, Verlooy, 't Kint, Alexandre Daubremez, Fisco en De Noter. Pro Aris et Focis verspreidde een vlugschrift van Verlooy. De Brusselse balie heeft overigens over het algemeen een grote rol gespeeld in de Brabantse Omwenteling van 1789.
De Lausnay werd door Vonck gezonden om generaal Jan Andries vander Mersch op te sporen om hem te overtuigen mee te werken; hij contacteerde deze via de Gentse advocaat Jan Jozef Raepsaet. Dit leidde tot de bekende ontmoeting tussen Vonck en Vander Mersch in de pastorij van Bekkerzeel op 30 augustus 1789. Het is onder leiding van Vander Mersch dat de Brabantse opstandelingen de Oostenrijkers versloegen bij Turnhout op 27 oktober 1789.
Na deze overwinning werden de vonckisten evenwel dadelijk terzijde geschoven door de statisten onder leiding van Hendrik van der Noot, en sommigen gearresteerd. De Lausnay, intussen auditeur-generaal, werd van medeplichtigheid met de tegenstanders van het bewind van Van der Noot beschuldigd einde 1790, doch kort nadien werd België op 3 december 1790 terug ingenomen door de Oostenrijkse troepen. Op 1 november 1792 werden de Oostenrijkers op hun beurt bij Jemappes verslagen door de Fransen, die de Zuidelijke Nederlanden bezetten. Het Oostenrijks bewind werd hersteld na de slag bij Neerwinden op 1 maart 1793, doch de Fransen verdreven de Oostenrijkers definitief met de slag bij Fleurus op 25 juni 1794 en annexeerden het latere België op 1 oktober 1795.

## Boerenkrijg
Terwijl Verlooy meewerkte met de Franse comités, heeft De Lausnay niet meegewerkt met de Fransen, maar is hij als advocaat onafhankelijk gebleven tegenover het bewind. Op 17 oktober 1798 brak echter de Boerenkrijg uit in het Waasland. Een van de centra van de opstand was de geboortestreek van Lausnay, met name Opwijk en Merchtem. Op 22 oktober 1798 (1 brumaire VII) vielen de "brigands", wellicht onder leiding van Frans Seghers, meier van Merchtem, het huis aan van dr. De Roose, de Fransgezinde voorzitter van de municipaliteit Merchtem - Lebbeke. De Lausnay's van Opwijk, broers van Pieter Emmanuel, zouden met hem gesympathiseerd hebben. Generaal Colaud beval de aanhouding van o.a. de meiers Seghers en Lausnay, doch deze laatste kon ontsnappen.
Op 5 november 1798 (15 brumaire), onder het bewind van het Directoire, werd dan advocaat P.E. de Lausnay, als broer van meier de Lausnay, door de Franse troepen uit Brussel ontvoerd als gijzelaar. Dit geschiedde op bevel van generaal Colaud, die na zijn aankomst te Brussel op 29 oktober 1798 onmiddellijk begonnen was met het nemen van gijzelaars.  Een van de voorwendsels voor zijn aanhouding was dat hij zich kort voordien tijdens de Boerenkrijg door de Kempen naar Holland had begeven (voor cliënten). P.E. de Lausnay werd eerst meegenomen naar de Hallepoort, dezelfde dag nog naar Valencijn. Op 4 december 1798 (18 frimaire) kwam hij met andere gijzelaars (meer dan 40 namen zijn bekend gebleven) aan te Parijs. Hij werd pas vrijgelaten in de loop van mei, wellicht eerst einde juni 1799. Zijn vrijlating werd met hem gevierd op 30 juni 1799.
Intussen had het Frans bewind een proces aangespannen tegen de gemeente Opwijk, op grond van de wet van 10 vendemaire IV (aansprakelijkheid gemeenten) omwille van de schade die tijdens de onlusten van 22 oktober 1798 aan De Roose zou zijn veroorzaakt. De gemeente werd veroordeeld door de burgerlijke rechtbank van het Noorderdepartement, zetelend te Dowaai, bij vonnis van 14 april 1799 tot vergoeding van het dubbele tot drievoudige van de waarde van de schade (ca. 42.000 franc). De gemeente stelt dan P.E. de Lausnay aan en heeft hoger beroep aangetekend (volmacht gegeven bij notariële akte van 3 nivôse jaar VIII voor notaris Van Gerwen te Merchtem). Na veel procedures, pleidooien en tussenkomsten, waarbij hij onder meer bewijzen aanbracht dat De Roose valselijk bepaalde bezittingen als vernield of gestolen had aangegeven, slaagde hij erin een oproeping in verzoening te bekomen en daar een dading te sluiten voor 5.000 franc (op 13 oktober 1800).